# Огражден (гора)
Огражден — гора в південно-західній Болгарії та Північній Македонії, що входить до складу Осоговсько-Беласицької гірської групи.

## Етимологія
Назва «Огражден» з'являється у 1332 р. у грамоті Стефана Душана як Ограждень і в 1338 р. в грамоті Стефана Уроша III як Ограждено. За словами академіка Івана Дуріданова, назва огражденъ від праслов'янсього agrdjenъ, давньоболгарської оградити.

## Географічна ознака

### Географія, межі, розміри
Гора є частиною Осоговсько-Беласицької гірської групи. На півночі долина р. Лебниця (права притока Струми) відокремлює її від Малешевської гори, а на південний захід, південь і південний схід круто спускається до Струмицької і Сандансько-Петрицької котловини. На заході долина річки Турія (ліва притока Струмиці) відокремлює її від Драголевської гори. Її хребет тягнеться із заходу на схід близько 50 км, а ширина в середній досягає до 17 км. З півдня на північ, в серединій частині гори, від прикордонної піраміди № 25 до прикордонної піраміди № 38 — ділянка державного кордону між Болгарією та Північною Македонією, причому гора майже порівну розподілена між двома країнами.

### Рельєф
Головний гірський хребет широкий і плоский з середньою висотою 1200 м. Він має ряд вторинних пагорбів. Найвищою точкою гори є вершина Ограждендець (1747,6 м), розташована вже на македонській території, приблизно у 3 км на захід від державного кордону. У болгарській частині найвища вершина — Більська чука (1643,6 м), що знаходиться близько у 2 км на північ від села Баскалці. На схід, південний схід від нього розташована вершина Маркові Кладенці (1522,8 м), з якої відкривається панорамний вид на всі напрямки. Інші відомі піки: Голак (1639 м), пік Муратов (1398,1 м), Куковський чукар (1233,2 м).

### Геологічна будова
Метаморфічні гірські породи — гнейси та різні види сланців, які легко піддаються вивітрюванню та ерозії є основою будови цієї гори. У її південних передгір'ях утворилися потужні делювіальні відкладення, товщиною від 10 до 20 м, а десь більше.

### Клімат і води
Клімат гори перехідний середземноморський. Вся гора потрапляє у водозбір річки Струма, її північні схили дають початок малим та коротким правим притокам річки Лебниця (права притока Струми), східні схили дають початок потокам, які безпосередньо впадають до Струми, а південні та західні — лівим притокам річки Струмиці. (права притока Струми).

### Ґрунти, флора і фауна
На горі переважають коричневі лісові ґрунти, які сильно еродовані внаслідок неправильного використання змішаних дубових лісів.
Багато схилів Ограждена вкриті сильно деградованими дубовими лісами, які зникають внаслідок вирубки і випасу худоби, що дає особливий вигляд горі. На південних схилах ростуть каштани їстівні. Невелику частку займають штучно створені хвойні ліси. Навколо вершини Огражденець зберігається природний сосновий ліс. На висоті, особливо на північних схилах, частково збереглися букові ліси. На території села Кавракирово є штучні пробкові плантації дубу. Кущова рослинність представлена ліщиною, ожиною, малиною, шипшиною та іншими.
Дослідження складу дрібних ссавців від 1970 року встановило 16 видів, найбільш рідкісними серед них є мишак (Apodemus mystacinus), мідиця мала (Sorex minutus), білозубка білочерева (Crocidura suaveolens), соня лісова (Driomys nitedula) і підземні норики (Microtus subterraneus).

## Туризм

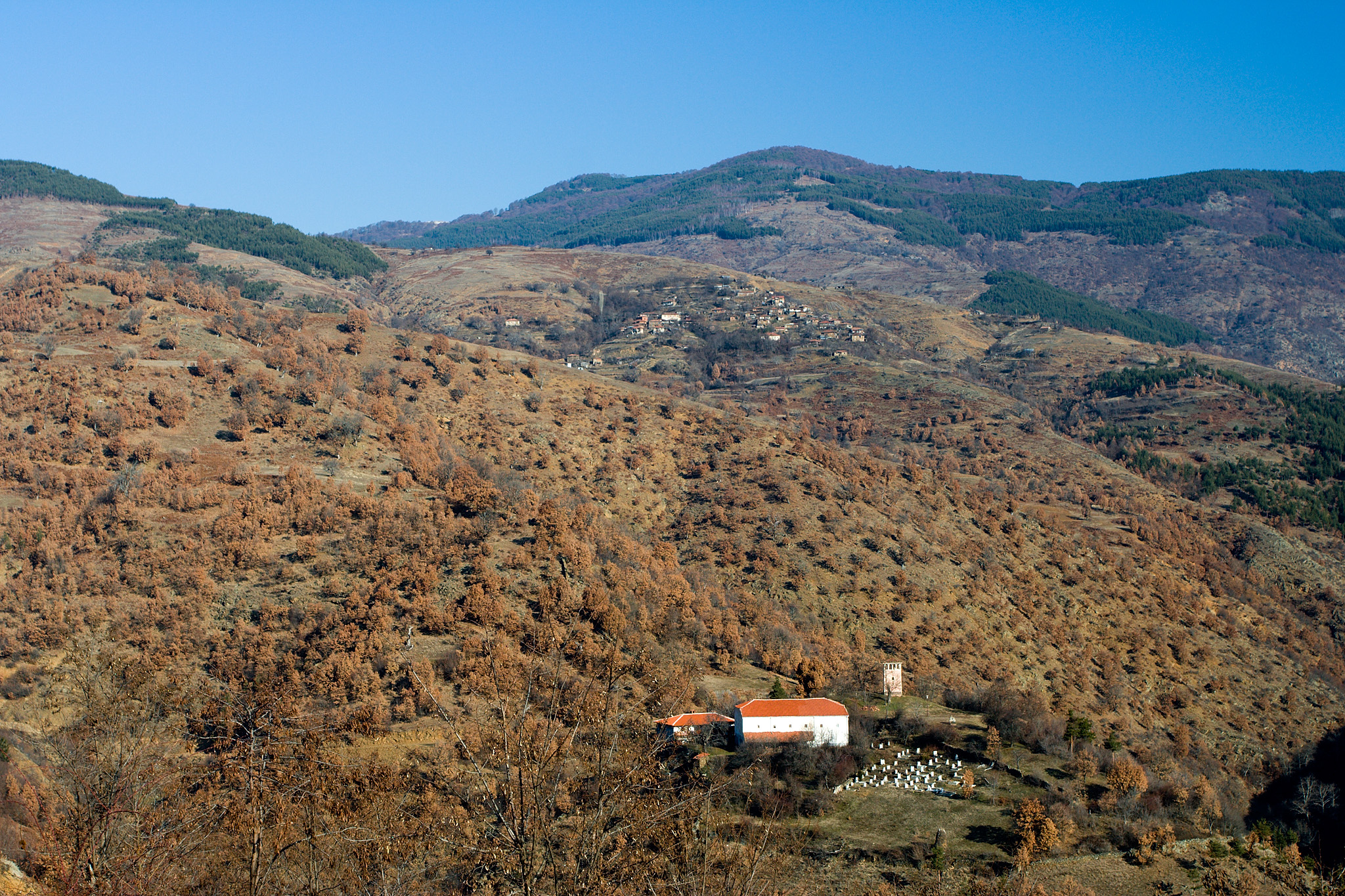
Монастир св. Георгія на Ограждені, відомий як Чуриловський монастир. На задньому плані — вершини Голак, с. Більська чука та с. Баскалці.

Легкодоступна гора. Основними відправними точками для підйому з болгарської частини є села Карналово, Пирвомай та Струмешниця, звідки починаються асфальтові дороги на гору. На її схилах, особливо на півдні, є багато маленьких сіл, в яких збереглася цікава старовинна архітектура. У 2 км на північний схід від села Гега в мальовничому районі є монастир Святого Георгія, відомий як Чуриловський або Геговський монастир. Він був збудований в 1858 році на місці знищенного древнього духовного центру турків. Гора пропонує хороші умови для походів протягом усього року, особливо на високих ділянкях. Деякі з основних туристичних маршрутів у болгарській частині відзначені смугами. На північний схід від вершини Маркові Кладенці розташоване прекрасне урочище Махмутиця, в якому побудована база відпочинку.
У македонській частині гори, по дорозі від Струмиці до Берово, знаходиться урбанізований курорт Суві Лакі.
Також Огражден це бухта (Ograzhden Cove) на острові Лівінгстон, архіпелагу Південних Шетландських островів, Антарктида.

## Поселення
На горі, її схилах і підніжжі на території Болгарії та Північної Македонії налічується 49 сіл.
- У Болгарії — 35 сіл:
  - Петрицька община — 33 села: Баскалці, Богородиця, Боровичене, Вишлене, Волно, Гега, Горчево, Гюргево, Долене, Долішня Крушиця, Долішня Рибниця, Драгуш, Дреновиця, Дреново, Занога, Зойчене, Іваново, Кавракирово, Кладенці, Кринджилиця, Кукурахцево, Кирналово, Мендово, Михнево, Право-Бирдо, Пирвомай, Рибник, Старчево, Струмешниця, Тонсько-Дабе, Чурилово, Чуричени і Яково
  - Санданська община — 1 село: Лебниця;
  - Община Струмяни — 1 село: Никудин.

- У Північній Македонії — 14 сіл:
  - Община Берово — 1 село: Двориште;
  - Община Босилово — 2 села: Дирвош та Іловиця;
  - Община Василево — 3 селища: Доброшинці, Нова Махала і Чанаклія;
  - Община Ново Село — 8 сіл: Бадилен, Байково, Барбарово, Ново Конярево, Ново Село, Самойлово, Стіник і Сушиця.

## Транспорт
На південному підніжжі гори, від с. Пирвомай до пункту пропуску «Златарево», ділянка дороги третього класу № 198 державної автомобільної мережі Гоце-Делчев — Петрич — КПП «Златарево» протягом 15,2 км.

## Топографічна карта
- Аркуш карти K-34-94. Масштаб: 1 : 100 000. (рос.) Зазначити дату випуску/стану місцевості.
- Аркуш карти K- Петрич. Масштаб: 1 : 100 000. (болг.)